# James Black (médico)
James Black (1787–1867) foi um médico, geólogo e paleontólogo escocês que investigou a circulação capilar do sangue (1825), bem como questões de febre e intestinos.

## Vida
Nasceu na Escócia em 1787. Em 1808 foi-lhe concedida a Licenciatura do Royal College of Surgeons de Edimburgo. Foi Cirurgião Assistente da Marinha Real em 1809, durante as Guerras Napoleônicas. Em 1820 ele recebeu um doutorado em medicina em Glasgow.
Ele era então um médico em Newton Stewart, no sudoeste da Escócia, antes de receber o cargo de Médico da Casa no Union Hospital em Manchester em 1839. Ao mesmo tempo, ele lecionou Medicina Forense a partir de 1840. Em 1848, ele adotou o mesmo papel em Bolton e em 1856 retornou à Escócia para o papel de conferencista muito mais prestigioso na Universidade de Edimburgo.
Em 1857 foi eleito membro da Royal Society of Edinburgh e em 1860 foi eleito membro do Royal College of Physicians.
Por volta de 1859 ele parece ter deixado Edimburgo e retornado a Manchester e nesse ano ele aparece como presidente da Sociedade Filosófica de Manchester. Ele também foi membro da Manchester Geological Society, da Medico-Chirugical Society e da Social Science Association.
Ele morreu em Edimburgo em 30 de abril de 1867.